# Ядлось Ігор Іванович
Ігор Іванович Ядлось (нар. 12 квітня 1970, Щеплоти, Львівська область) — український (на початку кар'єри також радянський) футболіст, нападник.

## Життєпис
У 1988 році почав свою кар'єру в «Ниві» (Тернопіль). В наступному році перебрався у Хмельницький, у місцеве «Поділля». У 1991 році ненадовго повернувся в «Ниву» (Тернопіль), але наступні 4 роки захищав кольори «Поділля» (Хмельницький). На початку 1995 року виїхав за кордон, де виступав за російський «Океан» (Находка), казахський «Батир» (Екібастуз) і шведські «Аппельбю», «Дегефорс» та першоліговий «Браге». Влітку 1997 року приєднався до складу львівських «Карпат». У 1998 році закінчив свою професіональну кар'єру в ФК «Вінниця». Потім виїхав за кордон, де грав в аматорських командах, в тому числі в німецькому «Зангерхаузені»

## Статистика виступів
| Сезон     | Клуб                             | Ліга           | Чемпіонат | Чемпіонат | Кубок | Кубок |
| Сезон     | Клуб                             | Ліга           | Ігри      | Голи      | Ігри  | Голи  |
| --------- | -------------------------------- | -------------- | --------- | --------- | ----- | ----- |
| 1988      | «Нива» (Тернопіль)               | 2 ліга, 6 зона | 26        | 1         | ?     | ?     |
| 1989      | «Поділля» (Хмельницький)         | 2 ліга, 6 зона | 14        | 0         | ?     | ?     |
| 1990      | «Поділля» (Хмельницький)         | 2 ліга, 6 зона | 16        | 1         | ?     | ?     |
| 1991      | «Нива» (Тернопіль)               | 2 ліга         | 1         | 0         | ?     | ?     |
| 1991      | «Поділля» (Хмельницький)         | 2 ліга, 6 зона | 39        | 1         | ?     | ?     |
| 1992      | «Поділля» (Хмельницький)         | Перша ліга     | 23        | 1         | 1     | 0     |
| 1992—1993 | «НОРД-АМ-Поділля» (Хмельницький) | Перша ліга     | 38        | 3         | 1     | 0     |
| 1993—1994 | «НОРД-АМ-Поділля» (Хмельницький) | Перша ліга     | 34        | 6         | 2     | 1     |
| 1994—1995 | «Поділля» (Хмельницький)         | Перша ліга     | 13        | 0         | 2     | 0     |
| 1994—1995 | «Адвіс» (Хмельницький)           | Третя ліга     | 6         | 0         | 0     | 0     |
| 1997—1998 | «Карпати» (Львів)                | Вища ліга      | 1         | 0         | 0     | 0     |
| 1997—1998 | «Карпати-2» (Львів)              | Друга ліга     | 1         | 0         | 0     | 0     |
| 1998—1999 | ФК «Вінниця»                     | Перша ліга     | 1         | 0         | 2     | 0     |

## Досягнення
бронзовий призер Чемпіонату України з футболу: 1998